# InterVarsity Christian Fellowship
InterVarsity Christian Fellowship/USA ist ein inter-denominationaler, evangelikaler christlicher Studentenverband in den Vereinigten Staaten. Er wurde 1941 gegründet und arbeitet mit Studenten und Universitätsangehörigen an U.S.-College- und Universitäts-Campūs. Im akademischen Jahr 2018–2019 waren 1.507 Mitarbeiter an Hochschulen aktiv und betreuten 34.513 Studenten und Hochschulmitarbeiter in 1.121 Chaptern (Hochschulgruppen) auf 772 Campus in den Vereinigten Staaten.
InterVarsity ist Gründungsmitglied (charter member) der International Fellowship of Evangelical Students, eines Netzwerks ähnlicher Universitätsgruppen in aller Welt.
Es handelt sich um eine gemeinschaftlich organisierte christliche Studentenbewegung.

## Organisation
InterVarsity wird von einem Vorstand (board of directors) geleitet. Tom Lin wurde am 10. August 2016 zum achten Präsidenten von InterVarsity. Der Präsident arbeitet mit einem Team von vier Executive Vice Presidents. InterVarsity ist eine steuerbefreite Organisation gemäß den Bestimmungen von Section 501(C)(3) des Internal Revenue Code. Im Geschäftsjahr, das am 30. Juni 2018 endete, erzielte InterVarsity Einnahmen in Höhe von 107 Mio. US-Dollar (wobei über 70 % aus Spenden stammten) und hatte Ausgaben in Höhe von 106,6 Mio. Dollar.
InterVarsity ist Gründungsmitglied des Evangelical Council for Financial Accountability (ECFA) und verwendet mehr als 85 % seiner Einnahmen für die Gehälter der Mitarbeiter und andere Aktivitäten an den Hochschulen. InterVarsity wurde acht Jahre lang von Charity Navigator mit 4 Sternen (von 4) bewertet. Michael Thatcher, der Präsident von Charity Navigator berichtet: „Nur 3 % der von uns bewerteten Wohltätigkeitsorganisationen haben mindestens 8 aufeinanderfolgende 4-Sterne-Bewertungen erhalten, was darauf hindeutet, dass InterVarsity Christian Fellowship/USA die meisten anderen Wohltätigkeitsorganisationen in Amerika übertrifft“ („Only 3% of the charities we evaluate have received at least 8 consecutive 4-star evaluations, indicating that InterVarsity Christian Fellowship/USA outperforms most other charities in America.“) Im Jahr 2019 rutschte InterVarsity knapp unter die Schwelle für die Vier-Sterne-Bewertung und wird auf der Grundlage der neuesten verfügbaren IRS-Formular-990-Daten (für das Geschäftsjahr 2020) derzeit von Charity Navigator mit drei Sternen bewertet. InterVarsity erzielte jedoch weiterhin eine 100-prozentige Punktzahl in den Bereichen Rechenschaftspflicht und Transparenz.
InterVarsity ist bestrebt, gegenüber seinen Unterstützern (ministry partner) ein Höchstmaß an Verantwortung aufrechtzuerhalten und wird auch von Websites wie Guidestar und MinistryWatch bewertet. InterVarsity (Stand 2018) erfüllte 18 der 20 „Standards for Charity Accountability“ des Better Business Bureau.

## Geschichte
InterVarsity Christian Fellowship/USA wurde im November 1941 eine offizielle Organisation. Die Wurzeln der Organisation gehen jedoch auf eine Bewegung britischer Universitätsstudenten zurück, die 1877 an der University of Cambridge begann. Die Bewegung breitete sich nach Kanada aus, bevor sie die USA erreichte. 1938 traf sich Stacey Woods, der kanadische Inter-Varsity-Direktor, mit Studenten auf dem Campus der University of Michigan. Als unmittelbare Folge dieses Besuchs gründeten die Studenten die erste InterVarsity-Abteilung in den Vereinigten Staaten. Die ersten drei Mitarbeiter von InterVarsity wurden von Kanada aus finanziert, und Stacey Woods fungierte als Generalsekretär (CEO) der Organisation. 1947 wurde InterVarsity USA eines von zehn Gründungsmitgliedern der International Fellowship of Evangelical Students, eines Zusammenschlusses nationaler christlicher Studentenbewegungen. Bis 1950 waren in 499 InterVarsity-Abteilungen 35 Mitarbeiter für die Betreuung der Studenten zuständig, und Anfang der siebziger Jahre war das Personal auf dem Campus auf über 200 angewachsen.
Im September 2019 entschied das US-Bezirksgericht für den südlichen Bezirk von Iowa, dass die University of Iowa gegen den Ersten Zusatzartikel zur Verfassungs verstoßen habe, als sie die Gruppe vom Campus verwies, weil sie von ihren Leitern verlangte, den christlichen Glauben zu verteidigen. Ein ähnliches Urteil wurde im April 2021 gegen die Wayne State University erlassen.

## Statement of Faith
Das Organisations-eigene Glaubensbekenntnis dient dem Zweck:

“In response to God’s love, grace and truth: The Purpose of InterVarsity Christian Fellowship/USA is to establish and advance at colleges and universities witnessing communities of students and faculty who follow Jesus as Savior and Lord: growing in love for God, God’s Word, God’s people of every ethnicity and culture and God’s purposes in the world.”

„Als Antwort auf Gottes Liebe, Gnade und Wahrheit: Der Zweck der InterVarsity Christian Fellowship/USA besteht darin, an Colleges und Universitäten Zeugnis gebende Gemeinschaften von Studenten und Lehrkräften zu gründen und voranzutreiben, die Jesus als Erlöser und Herrn folgen: in der Liebe zu Gott, Gottes Wort, Gottes Volk jeder ethnischen Zugehörigkeit und Kultur und Gottes Absichten in der Welt zu wachsen.“

Im 20. Jahrhundert verwendete InterVarsity eine kurze Glaubenserklärung namens „Basis of Faith“, die im Januar 1960 durch eine einstimmige Abstimmung einer Konferenz der nationalen Mitarbeiter durch die sogenannte „Bear Trap“-Erklärung ergänzt wurde, die den Glauben im Hinblick auf allgemeine evangelische Überzeugungen definierte. Am 20. Oktober 2000 hat der Vorstand ein erneuertes Glaubensbekenntnis beschlossen:

“* The only true God, the almighty Creator of all things, existing eternally in three persons Father, Son, and Holy Spirit full of love and glory.
- The unique divine inspiration, entire trustworthiness and authority of the Bible.
- The value and dignity of all people: created in God’s image to live in love and holiness, but alienated from God and each other because of our sin and guilt, and justly subject to God’s wrath.
- Jesus Christ, fully human and fully divine, who lived as a perfect example, who assumed the judgment due sinners by dying in our place, and who was bodily raised from the dead and ascended as Savior and Lord.
- Justification by God’s grace to all who repent and put their faith in Jesus Christ alone for salvation.
- The indwelling presence and transforming power of the Holy Spirit, who gives to all believers a new life and a new calling to obedient service.
- The unity of all believers in Jesus Christ, manifest in worshiping and witnessing churches making disciples throughout the world.
- The victorious reign and future personal return of Jesus Christ, who will judge all people with justice and mercy, giving over the unrepentant to eternal condemnation but receiving the redeemed into eternal life.
- To God be glory forever.”

„* Der einzig wahre Gott, der allmächtige Schöpfer aller Dinge, der ewig in den drei Personen Vater, Sohn und Heiliger Geist existiert, voller Liebe und Herrlichkeit.
- Die einzigartige göttliche Inspiration, völlige Vertrauenswürdigkeit und Autorität der Bibel.
- Der Wert und die Würde aller Menschen: nach Gottes Bild geschaffen, um in Liebe und Heiligkeit zu leben, aber aufgrund unserer Sünde und Schuld von Gott und voneinander entfremdet und zu Recht dem Zorn Gottes ausgesetzt.
- Jesus Christus, völlig menschlich und völlig göttlich, der als vollkommenes Vorbild lebte, der das den Sündern zustehende Gericht auf sich nahm, indem er an unserer Stelle starb, und der leibhaftig von den Toten auferweckt wurde und als Retter und Herr auffuhr.
- Rechtfertigung durch Gottes Gnade für alle, die Buße tun und ihren Glauben allein an Jesus Christus für die Erlösung setzen.
- Die innewohnende Gegenwart und verwandelnde Kraft des Heiligen Geistes, der allen Gläubigen ein neues Leben und eine neue Berufung zum gehorsamen Dienst schenkt.
- Die Einheit aller Gläubigen an Jesus Christus, die sich in der Anbetung und dem Zeugnisgeben von Kirchen manifestiert, die auf der ganzen Welt Jünger machen.
- Die siegreiche Herrschaft und zukünftige persönliche Wiederkunft Jesu Christi, der alle Menschen mit Gerechtigkeit und Barmherzigkeit richten wird, indem er die Reuelosen der ewigen Verdammnis übergibt, die Erlösten jedoch in das ewige Leben aufnimmt.
- Gott sei Ehre für immer.“

Im Jahr 2016 stellte InterVarsity seine Anforderungen an die Mitarbeiter klar und verlangte, dass sie traditionelle, orthodoxe Ansichten über Sexualität bestätigen, die von den meisten evangelischen Konfessionen geteilt werden. Die Mitarbeiter werden gebeten, ein zwanzigseitiges Dokument zu bestätigen, das die hebräische Bibel und die neutestamentliche Sexualethik bestätigt, die den sexuellen Ausdruck auf die Ehe zwischen einem Mann und einer Frau beschränkt. Dieser Ausdruck der Glaubenshaltung hat jedoch zu Kontroversen geführt, insbesondere bei LGBTQ-Christen und ihren Unterstützern.

## Dienste

### College Ministry

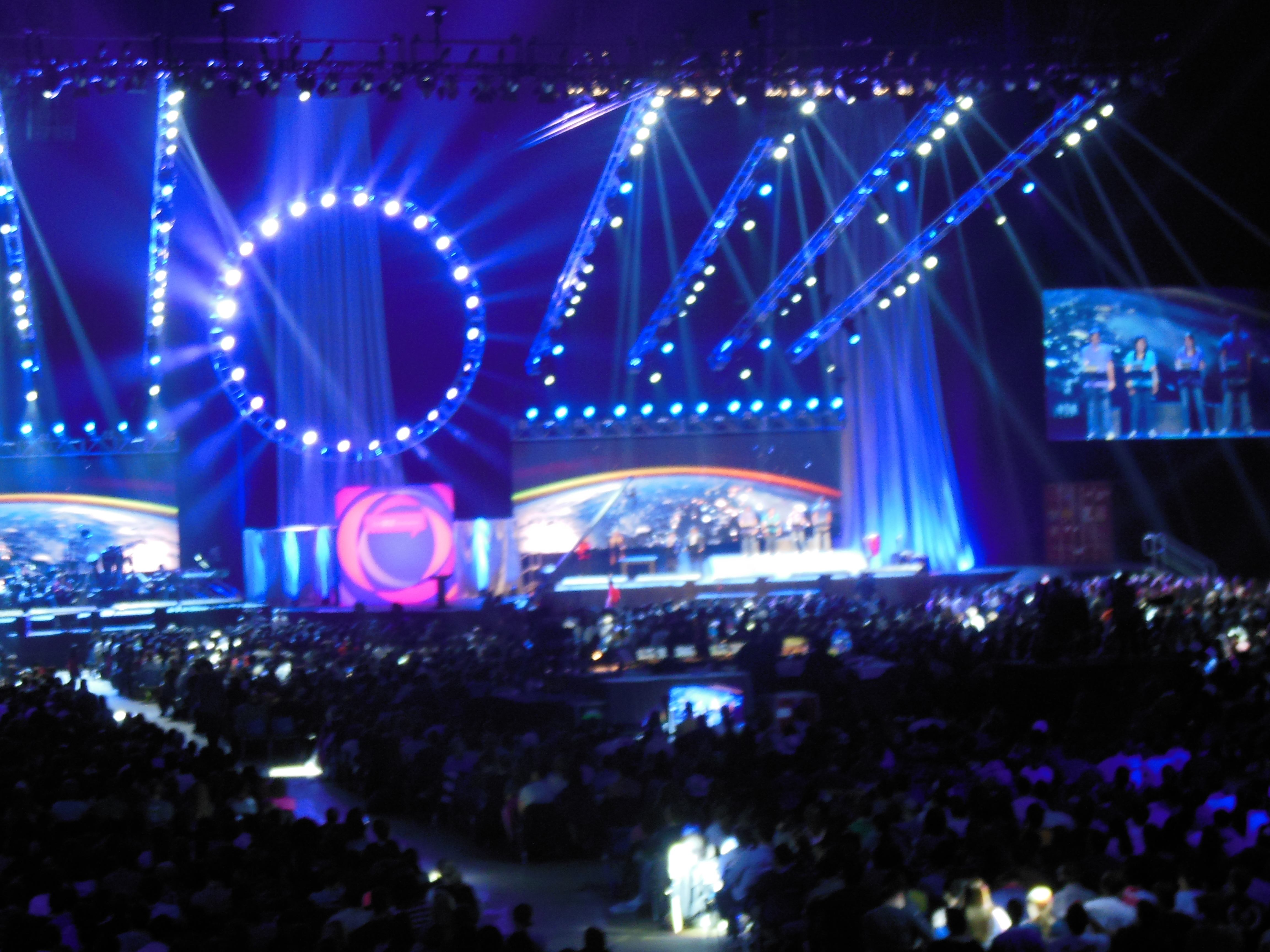
Die Eröffnungsveranstaltung bei Urbana 12, der Studenten-Missions-Konferenz 2012 von InterVarsity, Edward Jones Dome, St. Louis.

Von den 772 Hochschulen, an denen InterVarsity vertreten ist, verfügen viele über mehrere Hochschulgruppen, die sich individuell auf Studenten in Studentenvereinigungen, internationale Studierende, Krankenpflege-Studierende, Doktoranden, Sportler, Künstler und Angehörige ethnischer Minderheiten konzentrieren oder je nach Hochschule auch allgemeiner sein können. Dazu gehören 71 ethnisch spezifische Kapitel, die sich an Afroamerikaner, Asiaten, amerikanische Ureinwohner, Filipinos und Latinos wenden. Von den 34.750 aktiven InterVarsity-Studenten identifizieren sich 15.198 oder 44 % als Studierende einer ethnischen Minderheit oder einer gemischtrassigen Gruppe.
Die Nurses Christian Fellowship (NCF) ist einzigartig unter den Angeboten von InterVarsity. Das Angebot ist sowohl eine Berufsorganisation als auch ein Studentenwerk. Zusätzlich zur Campus-Praxis bietet NCF praktizierenden Krankenpflegern Fortbildungskurse und die Fachpublikation Journal of Christian Nursing.

### Bibelstudium
Das Bibelstudium war schon immer ein wichtiger Teil der Campus-Seelsorge von InterVarsity. Dem Mitarbeiter von InterVarsity, Paul Byer, wird die Entwicklung der Manuskriptstudienmethode des induktiven Bibelstudiums (Manuscript Study method of inductive Bible study) zugeschrieben. Nach seinem Abschluss in Architektur an der University of Southern California wurde Byer zu einer der führenden Kräfte bei InterVarsity, sowohl als Mitarbeiter am  Campus, als auch als Regionaldirektor der Westküsten-Region. Durch seine innovative Herangehensweise an das Bibelstudium, sein umfangreiches Mentoring und seine lange Amtszeit trug er dazu bei, die Theologie und Kultur der gesamten Bewegung zu prägen. Die Manuskriptstudienmethode wird von InterVarsity als eines von vielen Werkzeugen genutzt, um Studenten dabei zu helfen, die Lehren der Bibel zu erforschen und daraus zu lernen.
Weitere frühe Mitarbeiter trugen zu dem Engagement von InterVarsity für das Bibelstudium bei. Jane Hollingsworth erlernte induktives Bibelstudium im Seminar und bildete ihrerseits in den 1940er Jahren Mitarbeiter aus. Sie schrieb den ersten von InterVarsity veröffentlichten Bibelstudienführer Discovering the Gospel of Mark. In den 1960er Jahren entwickelte die erfahrene Mitarbeiterin Barbara Boyd die Bibel- und Lebenstrainingskurse (Bible and Life Training Courses), die jahrzehntelange durchgeführt wurden.

### Mission
InterVarsity beteiligt sich als Mitgliedsbewegung am globalen Netzwerk der Studentenarbeit, der International Fellowship of Evangelical Students (IFES), indem es Mitarbeiter und junge Absolventen entsendet, um unter der Aufsicht lokaler IFES-Mitarbeiter in Ländern auf der ganzen Welt zu arbeiten.
Studenten der Bewegung gehen regelmäßig in Missionsprojekte. Es gibt Programme wie „Global Urban Trek“, „Global Programs“, „Urban Programs“.

### Training
InterVarsity betreibt mehrere Schulungszentren: Campus by the Sea in Catalina Island, Kalifornien; Toah Nipi, Rindge, New Hampshire; Cedar Campus, Cedarville, Michigan; Bear Trap Ranch, Colorado Springs, Colorado; und bis vor kurzem Forest Springs, Wisconsin. Diese Camps werden für Wochenendkonferenzen während des Schuljahres, einwöchige Schulungen zu Beginn und am Ende der Sommerferien sowie Exerzitien für Lehrkräfte und Alumni genutzt.

## InterVarsity Press

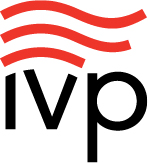
Logo von InterVarsity Press

Im Jahr 1947 beschloss das Kuratorium von InterVarsity/USA, dass die Gemeinschaft einen eigenen Verlagszweig aufbauen sollte. Mit dieser Aktion wurde InterVarsity Press (IVP) offizieller Teil des Dienstes von InterVarsity und verantwortete die Veröffentlichung und Verteilung von Büchern, Broschüren und Bibelstudienführern zur Unterstützung der Campus-Arbeit.
Seit fast 70 Jahren veröffentlicht IVP Werke von Autoren wie Francis Schaefer, John Stott und Phillip E. Johnson.  Die IVP-Publikationen enthalten stark akademische Werke und eine große Anzahl von Werken zu Rassen-Versöhnung. Viele der Bücher wurden von Christianity Today, der Canadian Word Guild und der Evangelical Christian Publishers Association empfohlen.